# Anne Liégeois
Anne Liégeois (1948 - 2013) est une illustratrice, dessinatrice et graphiste belge.
Elle est également créatrice et animatrice d'ateliers d'écriture et d'art.
Artiste et humaniste, illustratrice d'une dizaine de livres, Anne Liégeois met parfois ses talents au service de diverses causes en participant, entre autres, à un recueil de textes et d'illustrations d'auteurs et de dessinateurs belges, Toi sans toit, au projet L'illettrisme, il faut le vivre..., à un projet intergénérationnel du tien, du mien, du lien dans le cadre d'un plan de cohésion sociale, ainsi qu'en publiant un album de dessins, Theux, c'est par ici, chez nous en Wallonie et c'est si joli, en faveur d'Haïti qu'un tsunami dévaste en 2010.

## Biographie
Anne Liégeois, née le 6 mars 1948 à Fays-Polleur en Région wallonne, dans la province de Liège (Belgique), étudie les Arts décoratifs à l'Institut Marie-Thérèse à Liège, puis entre comme graphiste au Studio des Éditions Marabout, à Bruxelles, dirigé par Nicolas Fabre.
Elle réalise ensuite des mises en pages pour le Touring Club de Belgique. Elle illustre des ouvrages pour les Éditions Racine, Duculot et La Renaissance du livre.
Anne Liégeois suit les cours de sculpture de Pierre Peeters à l'Académie de Saint-Gilles et ceux de gravure de Michel Barzin à l'Académie de Verviers. Elle illustre des livres collectifs.
Elle est sélectionnée, en 1999, par la Fondation Yvonne Jean-Haffen pour un séjour à la Maison d'artiste de la Grande Vigne à Dinan (Côtes-d'Armor), où un atelier, situé dans la propriété, reçoit chaque année un artiste dont « une œuvre enrichira la collection de la ville » de Dinan.
Elle fait partie du Groupe U, né en 2002, qui résulte de la rencontre d'artistes désireux de confronter leurs expériences dans un esprit de fraternité et d'humanisme, , .
Elle est membre de l'asbl Couleur Café, , dont « l'objectif principal est de (re)créer le lien social en encourageant la solidarité, les échanges interculturels et intergénérationnels, et en mobilisant les ressources individuelles et collectives ».
Anne Liégeois est l'épouse de l'écrivain Albert Moxhet.

## Œuvres illustrées publiées
- 1000 églises romanes de France d'André Verrassel et Anne Liégeois. Illustrations d'Anne Liégeois, édition 2, révisée et augmentée, Louvain-la-Neuve, Éditions Duculot, 1992, original provenant de l'université de Virginie[9]. Cet ouvrage a été couronné du Prix de l'association des Vieilles maisons françaises, à Paris.

- Toi sans toit, recueil de textes et d'illustrations d'auteurs et de dessinateurs belges : Serge Creuz, Philippe Cruysmans, Jacques De Decker, Nicolas Fabre, René Hausman, Anne Liégeois et Claude Rahir. Préface de Julos Beaucarne, postface de France Bastia, 1995, avec le soutien des associations des libraires francophones de Belgique, des écrivains belges de langue française, du Cercle Richelieu international[10].
- Le pain de l'enfance, collectif, illustrations d'Anne Liégeois, textes d'Albert Moxhet, Michel Barzin, Marina Seron, Georges Grignard, sérigraphie de Claude Rahir, Polleur-Verviers, éditions Noir Foncé, 1997[11],[12].

- Saint-Nicolas en piste, illustrations d'Anne Liégeois, en collaboration avec Albert Moxhet, Pol Noël et Marc Lamboray, Verviers, Rêves et Veillées, 2002[13].

- Theux, c'est par ici, chez nous en Wallonie et c'est si joli, album de dessins d'Anne Liégeois et de Jacquy Bodart, préface et textes d'Albert Moxhet, Theux, Moulin Banal de Theux asbl, 2010[14].

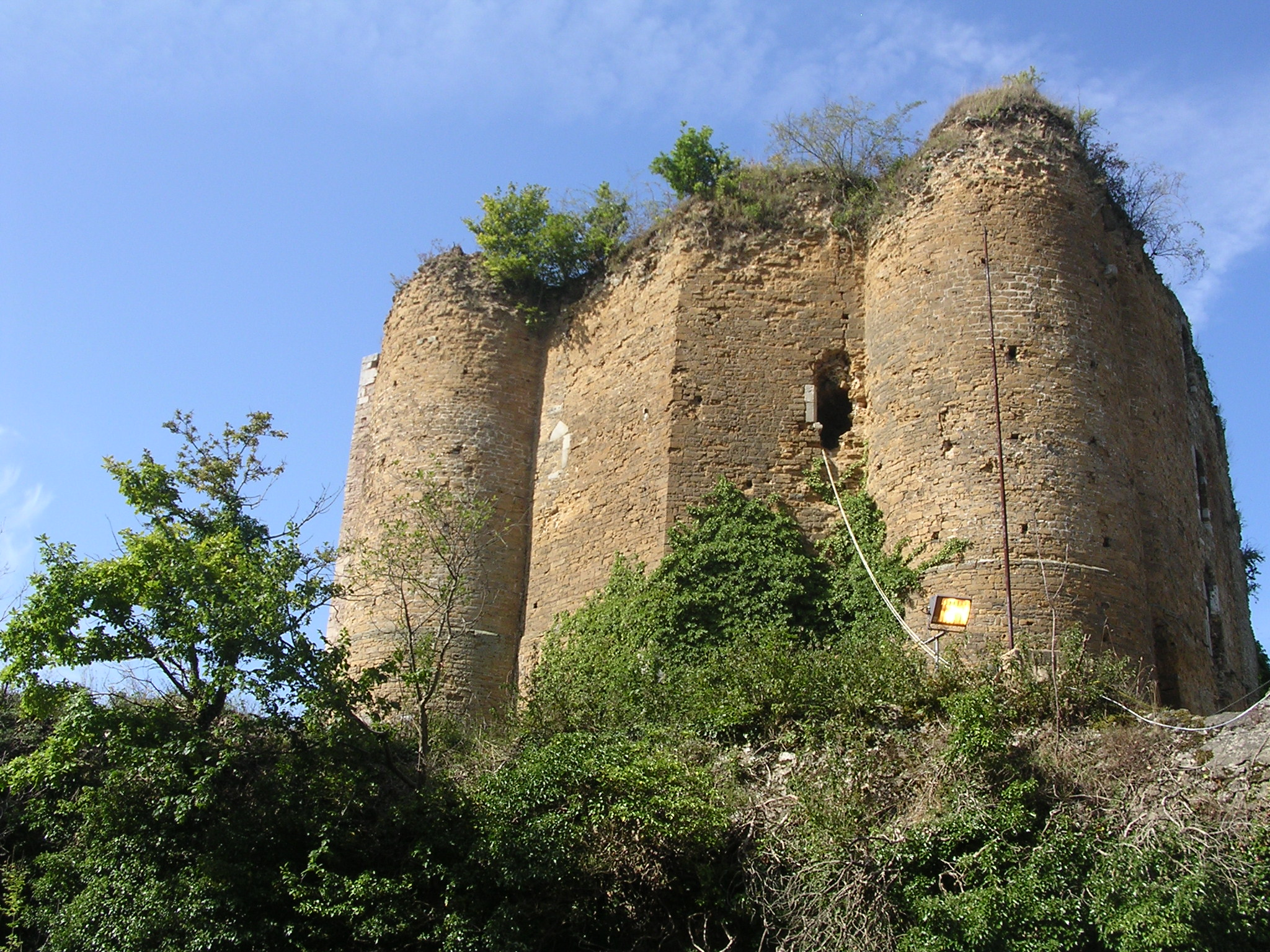
Château de Franchimont.

- Suivez mon regard !, recueil collectif sous la direction de Job Armel et de Christian Libens, préface de Benoît Lutgen, ministre wallon du Patrimoine, Institut du Patrimoine wallon, 2011. Quarante auteurs de Wallonie et autant d'illustrateurs ou d'illustratrices (peintres, dessinateurs et photographes) participent à la création de cet ouvrage de 400 pages. « Les alentours de Verviers n'en sont pas absents, aussi bien par les lieux évoqués - Franchimont, Spa-Francorchamps, Stavelot - que par les auteurs - Christian Libens, Guy Delhasse, Karel Logist, Évelyne Wilwerth - ou des illustrateurs tels qu'Anne Liégeois et Yannick Thiel. » (Albert Moxhet)[15],[16].

- Au fil de la plume (petite balade contée et illustrée en Verviers), album collectif de textes et dessins d'Anne Liégeois, Albert Moxhet, Yves Reuchamps, de Jacques Winants et Michèle Leusch, Verviers, 2011[1], [17].

- La Muse, la promenade et le potager de Maurice Corne, illustrations d'Anne Liégeois, recueil de poésie de l'ancien bourgmestre de Theux, 2012[1], [18]. « En 2012, Anne Liégeois avait brillamment mis en page et illustré de ses croquis et esquisses l'émouvant recueil de poésie, La Muse, la promenade et le potager, de notre regretté bourgmestre Maurice Corne. » (Extrait du catalogue d'art réalisé par Jean-Claude Vincent[19], en 2013, lors de l'exposition Les Theutois exposent, les Theutois s'exposent...).

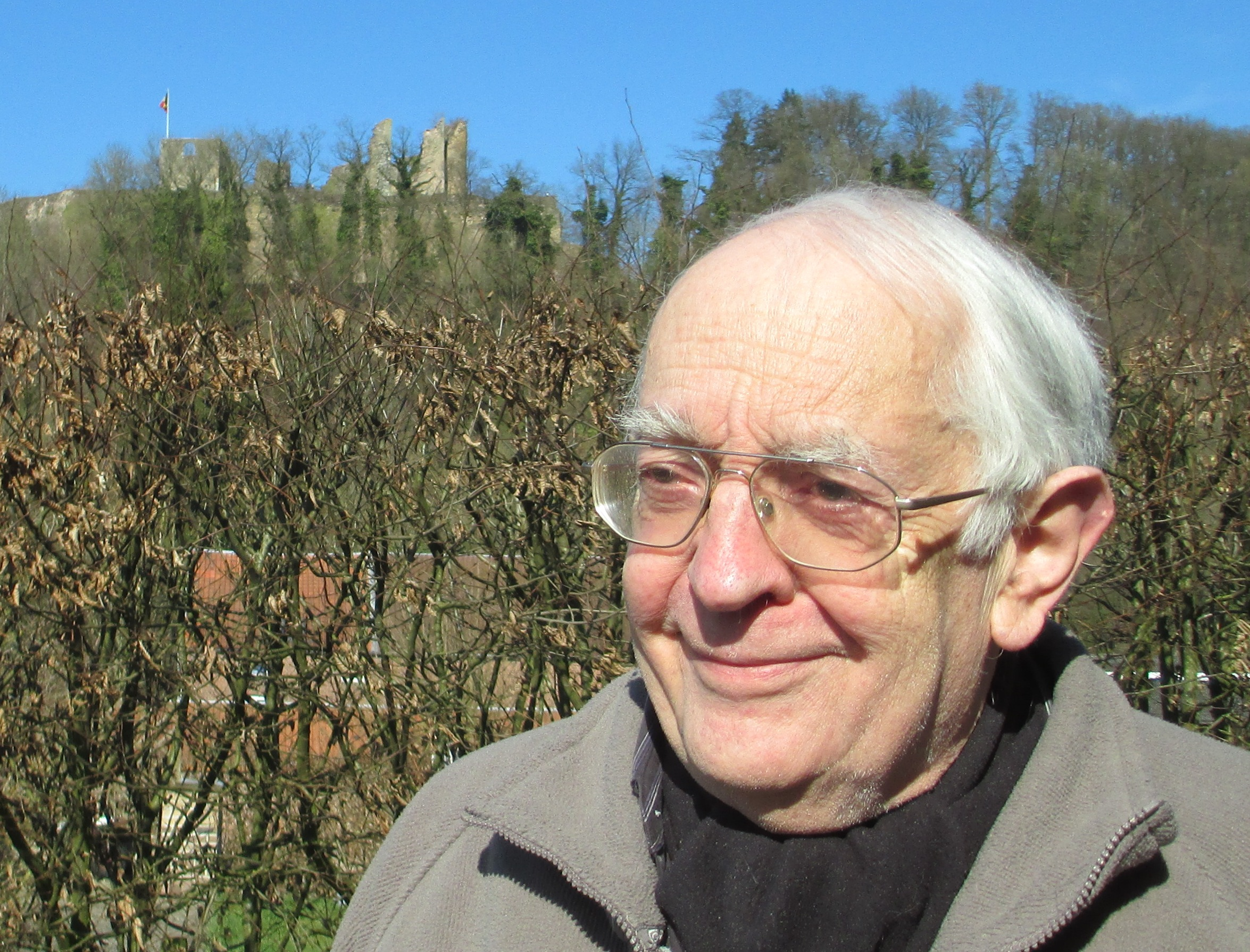
Albert Moxhet au pied des ruines du Château de Franchimont (en 2014)

- Ardenne et Bretagne, les sœurs lointaines d'Albert Moxhet (réédition amplement revue et augmentée de l'ouvrage paru en 1989, Liège - Bruxelles, aux éditions Pierre Mardaga), préface de Pierre Dubois, postface de Claudine Glot, illustrations de 36 artistes : Xavier Al Charif, Éva Autefault, Élian Black'Mor, Brucéro, Nathalie Chaballe, Didier Comès, Marc-Henry Debaar, Jean-Claude Deprez, Sébastien Didot, Valérie Dion, Alice Dufeu, Pascal Ferry, Hervé Gourdet, Virginie Grévisse, René Hausman, Jean Lemonnier, Joëlle Leponce, Jean Lequeu, Anne Liégeois, Yoann Lossel, Désiré Louette, Sonia Marx, Alice Nisen, Séverine Pineaux, Juliette Pinoteau, Claudy Raskin, Virginie Ropars, Dominique Schilling, Jean-Claude Servais, Erwan Seure-Le Bihan, Marcel Siraut, Anne Smith, David Thierrée, Zoé Van Campenhout et Olivier Villoingt, Bastogne, Musée en Piconrue, 2013[20].

## Theux, c'est par ici, chez nous en Wallonie et c'est si joli
Theux, c'est par ici, chez nous en Wallonie et c'est si joli, album de dessins d'Anne Liégeois et de Jacquy Bodart, préface et textes d'Albert Moxhet, Theux, Moulin Banal de Theux asbl, 2010.
Extrait de la préface d'Albert Moxhet : « Il suffit parfois d'un regard pour trouver un bonheur instantané dans un lieu que l'on traverse. Parce que ce lieu, outre la beauté de son agencement, possède une âme faite de l'apport de tous ceux et de toutes celles qui y ont vécu... » (juin 2010).
« Theux, c'est par ici... est une idée originale d'Anne (Liégeois), Albert (Moxhet) et Jacquy (Bodart) avec la complicité du Moulin Banal asbl en faveur exclusive de Theux Saint-Michel en Haïti asbl et avec le soutien du Royal Syndicat d'Initiative de Theux ("Centre ancien protégé") ».
« Jacquy Bodart a, de tout temps, consacré ses loisirs à dessiner Theux et ses environs [...] Anne Liégeois avait édité un recueil sur la Ville de Limbourg en 1994 [...] Le recueil Theux, c'est par ici reprend des croquis exécutés en 1971, et plus récemment, en 2009 et 2010. D'autres, en 2000. Tous sont inédits [...] Albert Moxhet, romaniste et écrivain, a rassemblé et écrit quelques lignes à propos de ce recueil [...] Aline Gason, illustratrice de Theux, a dessiné la 4e de couverture. Elle se spécialise dans les portraits des enfants du Monde. ».
Anne Liégeois, Jacquy Bodart et Albert Moxhet publient cet album "regroupant une soixantaine de dessins originaux relatifs au "centre urbain protégé" dévasté et reconstruit, dans le but de participer... à cette autre reconstruction, celle d'Haïti, en soutenant l'ASBL Theux / Saint-Michel." (Jean-Claude Vincent), . L'asbl Theux / Saint-Michel, Association de solidarité internationale (ASI), entretient, depuis 2002, un partenariat humanitaire et durable entre la population de la région de Theux et celle de Saint-Michel-de-l'Attalaye (Haïti) par l'intermédiaire de l'association haïtienne Accord, .
Un dessin original d'Anne Liégeois, la Maison Lebrun, l'Hôtel de Ville et le Perron, fait partie de l'exposition Les Theutois exposent, les Theutois s'exposent..., organisée en 2013 par José Morsain, section locale theutoise de la PAC (Présence et Action culturelles) et Jean-Claude Vincent, instituteur retraité et dessinateur,.

## Ardenne et Bretagne, les sœurs lointaines

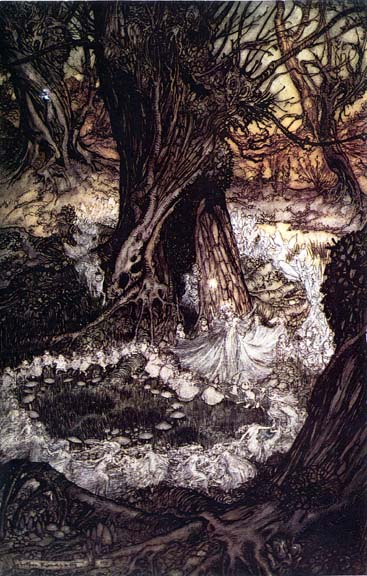
Illustration de la danse des fées par Arthur Rackham, en 1908, pour Le Songe d'une nuit d'été.

La réédition revue et augmentée, en 2013, du livre Ardenne et Bretagne, les sœurs lointaines d'Albert Moxhet, illustrations de 36 artistes parmi lesquels on retrouve Anne Liégeois, est le point de départ d'une exposition, en juillet-août 2013, au Château de Comper, à Concoret (France), organisée par le Centre de l'imaginaire arthurien dans la lignée de son projet constructif de coopération aboutissant aux "Rencontres de l'Imaginaire".
Cette exposition regroupe illustrateurs belges et bretons qui retracent le patrimoine commun de leurs deux régions au fil de "soixante œuvres représentant des personnages légendaires". Trente œuvres sont créées spécialement pour les textes de cet ouvrage ainsi que pour l'exposition.
Une autre exposition, engendrée également par la réédition du livre Ardenne et Bretagne, sœurs lointaines, s'est tenue au Musée Piconrue, à Bastogne, de décembre 2013 à février 2014. Ce livre est au cœur d'un projet d'exposition itinérante, "fruit d'une coopération transnationale visant à valoriser le patrimoine légendaire [...] dans le cadre du programme européen LEADER sous la coordination du GAL Racines et Ressources de Saint-Hubert et du Parc naturel de Haute-Sûre Forêt d'Anlier de Martelange".

## Quelques illustrations de contes de Noël
Verviers et sa région à découvrir, sur le site Best of Verviers, présente « ce qui devient une tradition, le conte de Noël d'Albert Moxhet illustré par Anne Liégeois » :
- En 2009, la Musique est dans l'escalier[32].
- En 2010, Emphysème Bonampak[33].
- En 2012, le Rassemblement[34].

## Autres activités artistiques et culturelles
Anne Liégeois participe à la création et à l'animation d'ateliers intergénérationnels d'écriture, de dessin et de modelage.
Elle dessine des croquis d'audiences en Cour d'assises pour la RTBF et des croquis de poètes pour l'asbl le "Grenier Jane Tony" à "La Fleur en papier doré", un ancien café des surréalistes, à Bruxelles, où se déroulent chaque mois des rencontres poétiques, pour la revue Les Élytres du Hanneton,.
Anne Liégeois réalise des illustrations pour Le Pays de Franchimont, le bulletin mensuel du Royal Syndicat d'Initiative de Theux.

## Réalisations
En 2008, Anne Liégeois et Monique Delfosse animent leur commune, Theux, à l'occasion des fêtes de fin d'année. Elles agrémentent quarante-cinq vitrines et lieux theutois de figurines d'origine provençale, les santons (extrait de l'hommage de Jean-Claude Vincent à Anne Liégeois dans le catalogue d'art : Les Theutois exposent, les Theutois s'exposent... (2013).
Monique Delfosse, interrogée sur ce qui l'a séduite dans cette idée, déclare : « tout simplement le positivisme que dégage ce projet. Anne Liégeois (...] est quelqu'un qui a un don pour rassembler la chaleur humaine. Pour preuve, elle a convaincu beaucoup de commerçants [...] Pour la conception des figurines, Anne Liégeois a eu l'idée de regrouper les personnages en fonction de leur métier. Chacun sa série de figurines et nous les avons rassemblées par thème ».

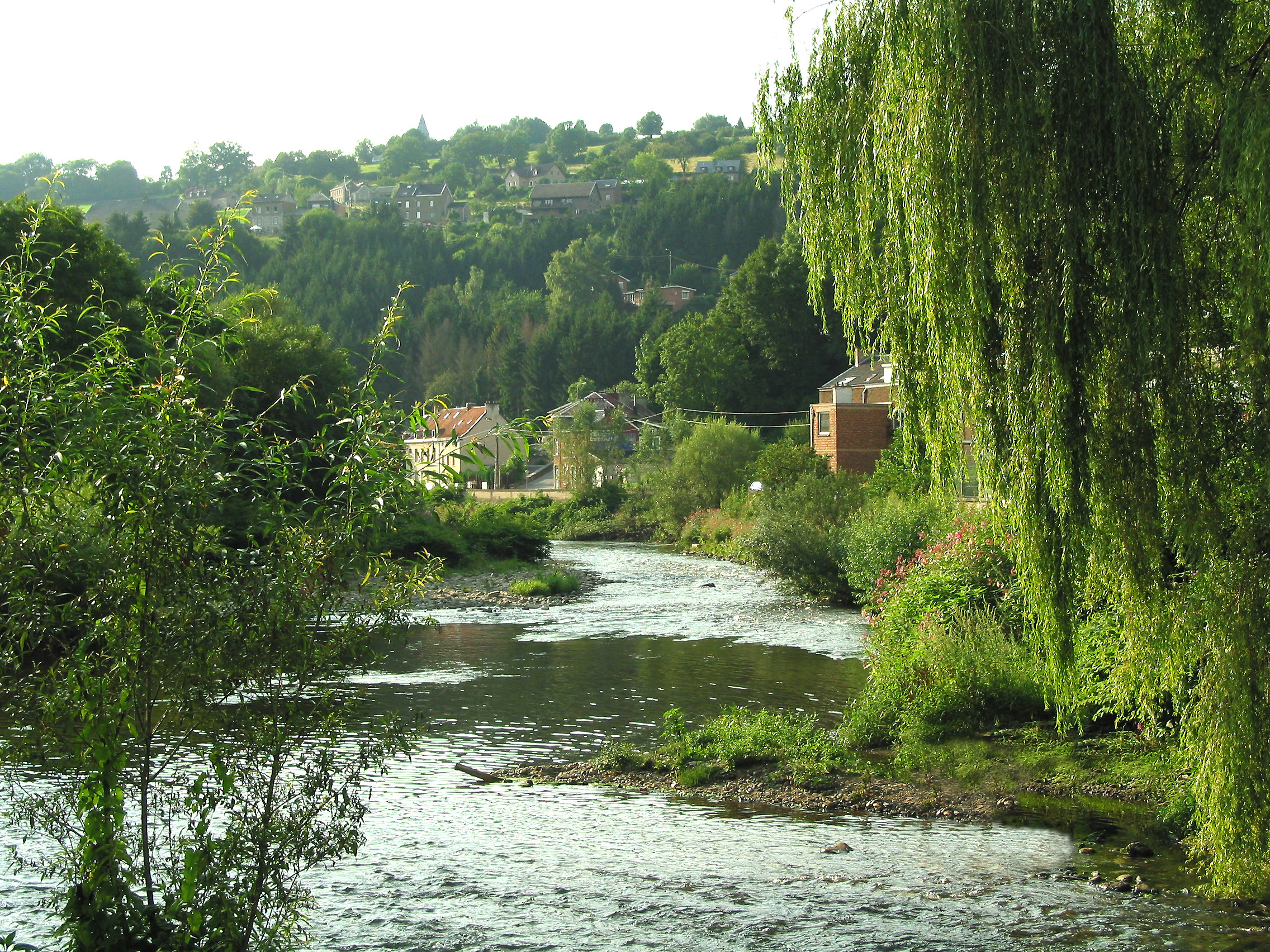
La Vesdre à Pepinster (à quelques kilomètres à l'ouest de Verviers)

En 2009, « un appel à projets est lancé par la commune de Theux, dans le cadre du plan de cohésion sociale avec pour objectif de renouer les liens sociaux [...] Anne Liégeois crée une maquette poétique du centre de la ville servant de décor à une exposition-spectacle, les Racont'Arts,, animée par des santons et des marionnettes. » (Jean-Claude Vincent). Dans cet appel à projets intitulé "du tien, du mien, du lien", trois critères entrent en ligne de compte : le sérieux de la demande et la qualité du projet, sa pertinence avec le côté pluridisciplinaire et sa faisabilité. Le projet d'Anne Liégeois obtient le Premier Prix.
Anne Liégeois organise alors des ateliers où naissent les marionnettes. Guidées par Muriel Delvaux, des personnes de trois générations réalisent ces marionnettes, créent des histoires et récoltent des légendes. Au fil de la création de ces petits personnages des liens se tissent. Dès la rentrée scolaire, cette activité se poursuit dans des classes de toutes les écoles primaires de l'entité theutoise.
Parallèlement à la création des marionnettes, Anne Liégeois entreprend, avec la collaboration de Marc-Henri Debaar, la réalisation de « la maquette proprement dite, les façades, dessinées sur carton plume, des maisons d'une partie du centre de Theux. » Des habitants de la commune ainsi que des hôtes de passage créent leur propre personnage. « Le décor se déploie sur trois côtés et le spectacle conté se présente en trois volets : les légendes theutoises, quelques profils de personnalités populaires de la commune et, enfin, l'histoire de la Nativité revue dans le contexte local ».
En 2011, Anne Liégeois réalise la décoration des quais de la Vesdre à Verviers : « Si elle est capable de privilégier un détail, elle peut s'attacher à des œuvres monumentales comme les quais de la Vesdre... ».
« Si elle privilégiait volontiers l'univers légendaire et folklorique régional, elle s'associait aussi, volontiers, aux événements d'art contemporain, comme ces arbres qu'elle avait [...] décorés à Verviers, dans un style et une technique "À la manière de Matisse", à l'occasion de Verviers Ville des mots » (extrait du catalogue d'art de Jean-Claude Vincent).
Lors de l'exposition Matisse à Verviers, elle organise, sur l'invitation d'Aqualaine, Centre Touristique de la Laine et de la Mode et Maison de l'Eau (CTLM), des ateliers d'art et des animations pour des groupes d'enfants.
En 2011 également, « Anne Liégeois et Albert Moxhet ont chapeauté le projet Au fil de la plume... », fruit d'une démarche de l'ASBL « Jeunesse Notre-Dame-Arc des Récollets » à Verviers. Au fil de la plume... est un album de textes et de dessins, ouvrage collectif évoquant les souvenirs des Verviétois.

## Création de l'associationRêves et Veillées
En 2002, Albert Moxhet, Anne Liégeois, Marc Lamboray et Pol Noël créent l'association "Rêves et Veillées" à Verviers. "Nous voulons assurer une continuité entre un patrimoine et la vie actuelle car c'est en tenant compte des racines que l'on peut vivre sereinement." (Albert Moxhet).
Des brochures, conçues par des spécialistes des légendes et des traditions mais aussi de la littérature enfantine et de l'animation, s'adressent en priorité aux écoles primaires. Leurs thèmes principaux sont l'histoire, la géographie, la mythologie et la culture populaire.

## Expositions
- Anne Liégeois, en septembre 2006, participe, à Ensival, à une exposition d'artistes du Groupe U sur le thème "Oser la démocratie en peinture". Dans le cadre de "Verviers ose la démocratie", Anne Liégeois, Pierre Boulengier, René Collienne, Jules Franck, Dragana Franssen-Bojic, Liliane Gerardy et Dora Götzen réalisent une œuvre collective intitulée Composition autour de la ligne du temps[44],[45].

- En octobre 2009, elle participe à l'exposition d'artistes du Groupe U, au Château Séroule, à Verviers[4].
- L'exposition "Le Pays des Sotês", figurines, sculptures, peintures, dessins et gravures exclusifs, livres, s'est tenue au domicile d'Albert et Anne Moxhet, à Theux. Cette "présentation d'œuvres artistiques thématiques "les nains des légendes" ainsi que des livres" d'Albert Moxhet, ouvrages récemment publiés, s'est déroulée en collaboration avec les Ateliers créatifs de l'asbl Arc Verviers (Ateliers du Manège)[46].

## Participation au projetL'illettrisme, il faut le vivre...

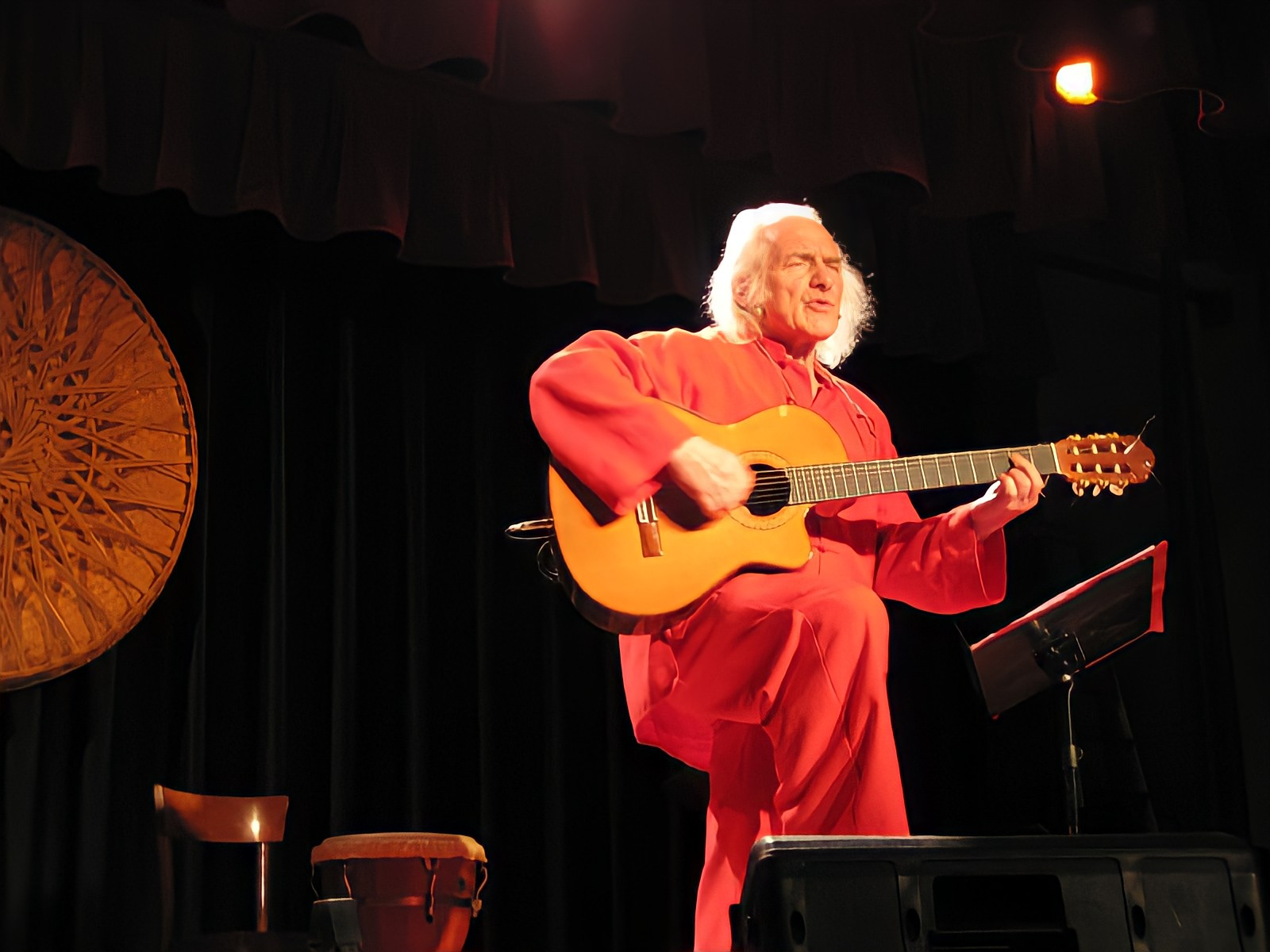
Julos Beaucarne au cours d'un concert en mars 2007

En 2006, avec le soutien de la Communauté française de Belgique - Direction générale de la Culture - Service de l'Éducation permanente, les apprenants du groupe alpha-francophones de Lire et Écrire Verviers écrivent un ouvrage, intitulé L'illettrisme, il faut le vivre..., pour expliquer combien il est difficile de vivre avec ce handicap et pourquoi ils se battent pour prendre leur vie en main.
Anne Liégeois propose aux apprenants de les dessiner pendant qu'ils écrivent ou lisent afin de les soutenir dans la réalisation des illustrations. « La proposition a été très bien accueillie, à l'unanimité. » Anne Liégeois parle au groupe de Raymond Héroufosse, éditeur à Polleur, qui décide aussi de soutenir le projet. Enfin, elle fait rencontrer aux apprenants l'artiste Julos Beaucarne, auteur-compositeur-interprète, écrivain et conteur, qui rédige la préface du livre.

## Techniques utilisées
Citation d'un texte d'Albert Moxhet décrivant les techniques utilisées par Anne Liégeois : « La sûreté de son trait de plume ou de crayon va à l'essentiel, sans recours aux hachures et grisés. Elle suggère les reliefs plus qu'elle ne les montre et fait ainsi ressentir l'âme des bâtiments qu'elle dessine, la disposition d'esprit des personnes dont elle croque l'attitude [...] Il lui arrivait de rehausser d'une légère aquarelle certains de ses dessins, mais le charme d'un motif floral pouvait l'amener à le transposer de manière originale au pinceau ou aux crayons de couleur ».

## Prix décernés
- 1992 : Le livre 1000 églises romanes de France d'André Verrassel et Anne Liégeois est couronné par le prix de l'association des Vieilles maisons françaises, Paris[1] ;
- 2010 : Le Premier Prix, lors du projet intergénérationnel "du tien, du mien, du lien" de la commune de Theux est décerné au projet présenté par Anne Liégeois : « la réalisation d'une maquette poétique du centre de Theux servant de décor à une exposition-spectacle animée par des santons et marionnettes, dans la tradition du Bethléem verviétois »[38].

## Les dernières recherches d'Anne Liégeois

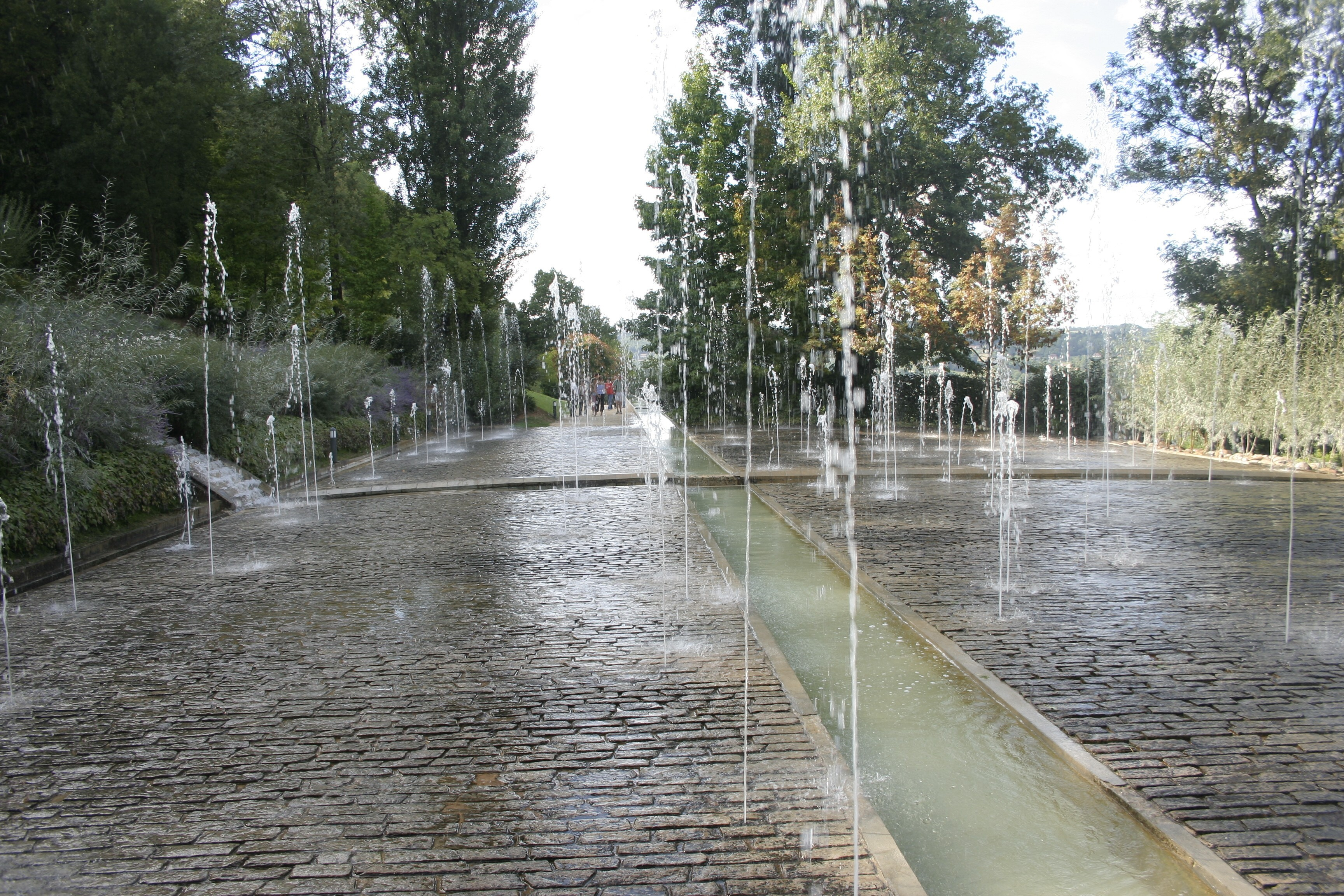
Jeux d'eau dans les Jardins de l'Imaginaire à Terrasson-Lavilledieu.

Anne Liégeois, « dans les dernières années de sa vie, oriente ses recherches sur l'intégration de mots abstraits linogravés dans des compositions figuratives épurées exécutées au crayon de couleur ou à l'aquarelle », .

## Hommage
Le Pays de Franchimont de février 2014 annonce que, pour le 20e anniversaire du jumelage Theux - Terrasson, la maquette de Theux d'Anne Liégeois accompagnera le voyage à Terrasson, en Dordogne (France), organisé par le Comité de Jumelage de Theux, voyage qui aura lieu du 29 mai au 1er juin 2014. Toujours dans le Bulletin mensuel du Royal Syndicat d'Initiative de Theux, en juin 2014, on lit : « Le jumelage fête ses 20 ans. Depuis sa création, le comité de jumelage a organisé de nombreuses manifestations sur des thèmes aussi variés que les sports, les langues, la musique, le théâtre, les écoles et les jeunes. ».
À Terrasson, une exposition sur la ville de Theux, avec maquette de maisons typiques, est à découvrir à la Maison du Patrimoine jusqu'au 28 juin 2014.
Le Pays de Franchimont de juillet-août 2014 détaille le programme organisé en vue de fêter le 20e anniversaire de ce jumelage et cite, entre autres : « visite du château de Hautefort, de la Maison du Patrimoine où était installée une exposition sur Theux réalisée par nos amis autour de la maquette d'Anne Liégeois. ».